# 羅傑斯峰
72°15′S 24°31′E / 72.250°S 24.517°E
羅傑斯峰，是南極洲的山峰，位於毛德皇后地的朗希爾德公主海岸，處於杜費克山西南面，屬於南龍達訥山脈的一部分，挪威製圖師根據空中照片繪入地圖，現時由南極條約體系管理。

## 外部連結
- 本条目引用的公有领域材料来自美国地质调查局的文档 《羅傑斯峰》 （資料來自地名信息系统）。